# Ала-Мюллюмяки, Лаури
Лаури Элиас Ала-Мюллюмяки (фин. Lauri Elias Ala-Myllymäki; род. 4 июня 1997, Пирккала, Турку-Пори) — финский футболист, полузащитник клуба «Ильвес».

## Клубная карьера
Ала-Мюллюмяки — воспитанник клуба «Ильвес». 15 июня 2013 года в матче против КоТиПи он дебютировал в Юккёнене. 18 июля в поединке против ПК-35 Ванта Лаури забил свой первый гол за «Ильвес». В 2015 году Ала-Мюллюмяки помог клубу выйти в элиту. 19 апреля в матче против «Интер Турку» он дебютировал в Вейккауслиге. В 2019 году Лаури помог команде выиграть Кубок Финляндии.
В начале 2021 года Ала-Миллимаки перешёл в итальянскую «Венецию», подписав контракт на 3,5 года.

## Достижения
Клубные
 «Ильвес»
- Обладатель Кубка Финляндии — 2019